# Balian d'Ibelin (mort en 1315)
Pour les articles homonymes, voir Balian d'Ibelin.
Balian d'Ibelin, mort en 1315 fut un prince titulaire de Galilée. Il était fils de Philippe d'Ibelin et de Simone de Montbéliard
Il épousa Alice de Lusignan († 1324), fille d'Hugues III de Lusignan, roi de Chypre et d'Isabelle d'Ibelin.
Il soutint la révolte de son beau-frère Amaury II de Chypre contre son autre beau-frère Henri II de Chypre et fut emprisonné en 1310 jusqu'à sa mort.